# Signature (groupe de danse)
Pour les articles homonymes, voir Signature (homonymie).

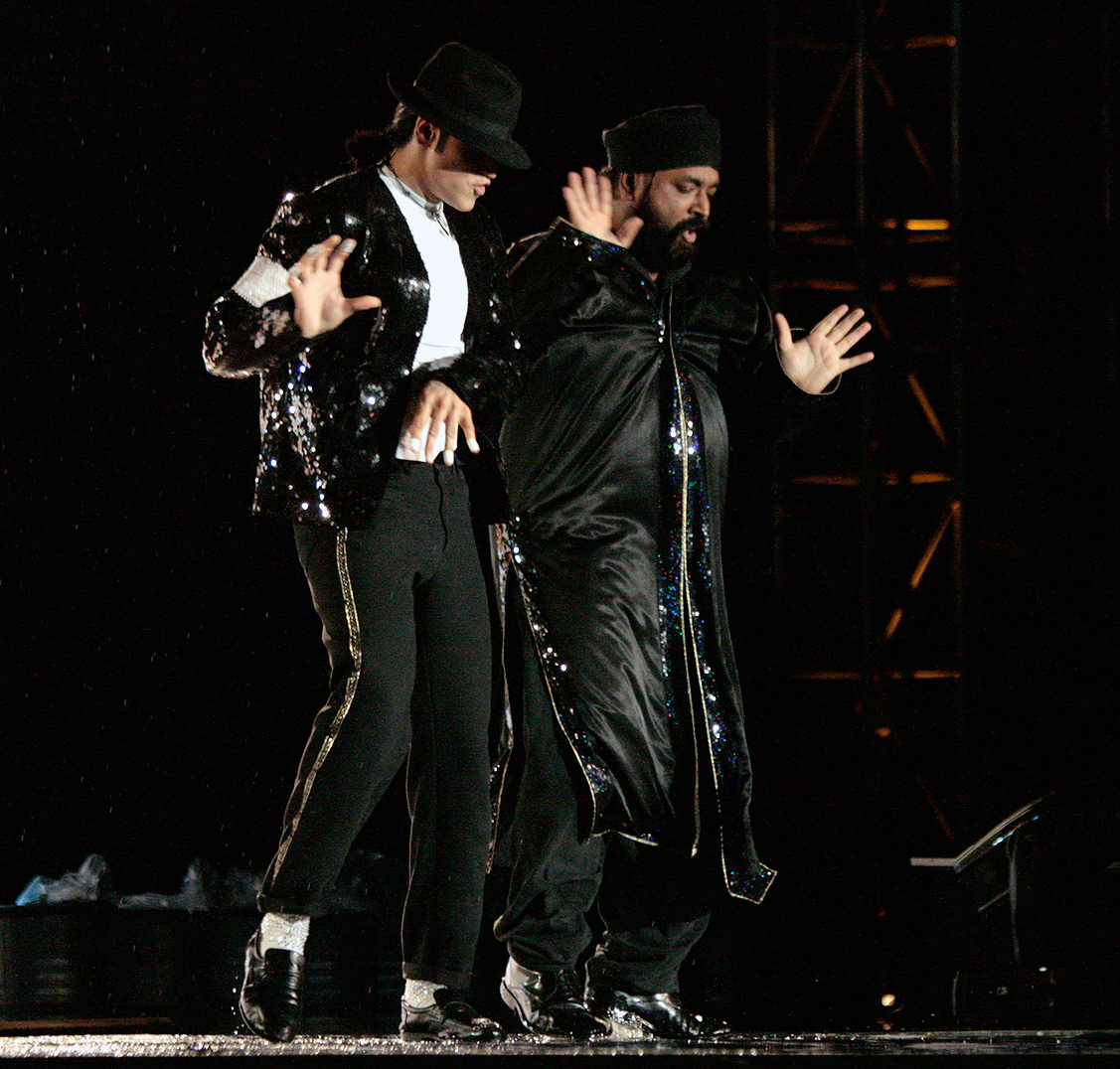
Signature lors des Save the World Awards 2009 en Autriche.

Signature est un groupe de danse composé des anglais Suleman Mirza et de Madhu Singh, respectivement d'origine pakistanaise et indienne. Leur style se rapproche du bhangra moderne, et repose souvent sur des chansons de Michael Jackson. Ils ont acquis une renommée mondiale en 2008 grâce à leur seconde place lors de la saison 2 de l'émission de télévision britannique Britain's Got Talent.